# Viva la Vida or Death and All His Friends
A Viva la Vida or Death and All His Friends a Coldplay nevű angol alternatív rockegyüttes negyedik stúdióalbuma, amely 2008. június 12-én jelent meg a Parlophone lemezcégnél. A lemez címe egy spanyol kifejezés; jelentése "éljen az élet". Az album felvétele 2007. júniusa és 2008. áprilisa között zajlott. Producerként dolgozott rajta Jon Hopkins, Rik Simpson, Markus Dravs és Brian Eno.
A Viva la Vida kereskedelmi siker lett, és a kritikusok is elismeréssel szóltak róla. Öt kislemez készült az album dalaiból; a Violet Hill és a Viva la Vida 2008 májusában, a Lovers in Japan és a Lost! 2008 novemberében, valamint a Strawberry Swing 2009 szeptemberében. A "Viva la Vida" az együttes számai közül elsőként első helyezést ért el a brit és az amerikai slágerlistákon is. Az album általánosságban pozitív kritikát kapott; a Metacritic weboldalon 32 kritikát összesítve például 72%-ot ért el. Az 51. Grammy Díjátadón 2009-ben elnyerte a legjobb rockalbumért járó Grammy-díjat. A Viva la Vida lett 2008 legtöbb példányszámban elkelt albuma is. Az albumot 2008. november 25-én újra kiadták deluxe változatban, amely az eredeti albumon kívül a Prospekt's March EP-t is tartalmazza.
2009 decemberéig több, mint kilenc millió; 2011-ig több, mint 10 millió példány kelt el a Viva la Vida-ból világszerte, és minden idők legtöbbször pénzért letöltött albuma lett.

## Az albumról
2006 októberében, a basszusgitáros, Guy Berryman első kislányának születése után két héttel elterjedt a hír az interneten, hogy az együttes egy ötéves szünetet fog tartani. A kisbaba születése, valamint turné és stúdiófelvétel tervezésének hiánya miatt a rajongók azt hitték, hogy az új lemez 2010 előtt nem fog megjelenni. Ambrosia Heal, a Capitol Records szóvivője egy MTV-nek küldött e-mailben cáfolta, hogy a Coldplay ilyen szünetre készült volna. Healy hozzátette, hogy az együttes valóban "egy jól megérdemelt pihenőt élvezett", és hogy még nem volt konkrét időpont az X&Y-t követő album megjelenéséhez.
2006 decemberében a Billboard magazin azt írta, hogy a Coldplay negyedik albuma 2007 végén fog megjelenni. Az együttes ezt később a hivatalos weboldalán cáfolta, és bejelentette a 2007-es dél-amerikai koncertsorozatot is. A Coldplay elkezdte írni az új dalokat a negyedik albumhoz a turné alatt, de nem játszotta azokat, nehogy kiszivárogjanak az internetre.

## Felvétel és stúdiómunkálatok
2007 januárjában, a BBC Radio 4 Front Row című műsorában Brian Eno angol zenész bejelentette, hogy ő lesz az album producere. A Brian Enóval és Markus Dravs-zal végzett stúdiómunkálatok alatt a Coldplay jegyzeteket tett fel a hivatalos weboldalára. A jegyzetekben azt írták, hogy a dalok szövegei "sokkal elvontabbak és vizuálisabbak, mint valaha", továbbá hogy "kevésbé egyértelműek". Chris Martin a rá jellemző falzett helyett mélyebb regiszterekben is énekel a lemezen. Júliusban az együttes elárulta, hogy az album spanyol hatásokon alapul, miután templomokban és spanyol nyelvterületeken (például Mexikóban és Barcelonában) is készítettek felvételeket. Kihangsúlyozták azonban, hogy ez a hatás nem konkrétan nyilvánul meg, hanem a lemez hangulatába általánosságban épült be. A Coldplay a weboldalán leírta, hogy akusztikus gitárokat és alapvető hangrögzítő felszerelést vitt be templomokba, hogy kísérletezzenek bizonyos hangokkal.
A felvételi munkálatok alatt a Coldplay a weboldalán keresztül kommunikált a rajongókkal. 2007 októberében a Coldplay.com-on megjelent egyik üzenet azt írta, hogy két új számot, a Famous Old Painters és a Glass of Water című számokat felvették, és úgy tervezték, hogy meg is jelennek majd a lemezen. Bár ez a bejelentés további halasztást sugallt, december elején egy másik üzenetben leírták, hogy a felvétel majdnem kész. A cikket "Prospekt" néven írták alá, ami azt a feltételezést erősítette, hogy ez lesz az album címe. Januárban a Coldplay két új dalt jelentett be "Lovers in Japan" és "Strawberry Swing" címen, és elmondták, hogy a lemez címe nem "Prospekt" lesz.
2009. július 18-án két kezdetleges demó szivárgott ki az internetre a Viva la Vida felvételeiről: a Bloodless Revolution című, valamint a Lovers in Japan egy kezdetleges változata. Egy nappal később egy másik demó is kiszivárgott, melynek St. Stephen volt a címe. 2009. július 20-án hat másik demó is kiszivárgott: a The Fall of Man, a The Man Who Swears, a The Man Who Swears II (a The Man Who Swears második fele), a First Steps, a Loveless, valamint a Goodbye and Goodnight.

## Megjelenés és promóció

A Viva la Vida borítóján Eugène Delacroix 1830-as festménye, a Szabadság vezeti a népet látható.

A Rolling Stone magazinnak adott egyik interjúban Chris Martin bejelentette az album megjelenési dátumát, valamint a címét is, ami Viva la Vida or Death and All His Friends lett. A címet a neves XX. századi mexikói festő Frida Kahlo egyik festményéről kapta az album. A lemez borítóján Eugène Delacroix 1830-as, A szabadság vezeti a népet című festménye szerepel. 2008. április 10-én egy új cikk jelent meg az együttes weboldalán, amelyben közölték a megjelenés dátumát és az albumon szereplő számok listáját, valamint leírták, hogy mely számok jelennek meg az album előtt. A Viva la Vida első kislemeze a Violet Hill lett, és 2008. május 5-én jelent meg. 2008 májusában a Coldplay egy Apple iTunes reklámban szerepelt a Viva la Vida című számukkal.
Április végén a Coldplay.com-on megjelent a hivatalos albumkép, valamint felkerült rá a Violet Hill is, melyet 2008. április 29-étől egy héten keresztül ingyen le lehetett tölteni. A Coldplay emellett ingyenes koncertet adott a londoni Brixton Academy-n 2008. június 16-án, június 23-án a Madison Square Gardenben, valamint később Barcelonában is. Az együttes ezután világ körüli turnéra indult, és 2010 márciusáig több, mint száz koncertet adott Európában, Észak- és Dél-Amerikában, Ázsiában és Ausztráliában. Az album kiszivárgott június 5-én, és a Coldplay úgy döntött, hogy a MySpace profiljukon elérhetővé teszi streaming-elve a lemezt 2008. június 6-ától.
2008. június 25-én az együttes előadta a 42 és a Lost! című számokat a The Daily Show with Jon Stewart című televíziós műsorban. Ezzel a Coldplay lett a harmadik együttes, amely valaha fellépett abban a műsorban. Június 27-én a Coldplay szabad téren, élőben lépett fel a New York-i Rockefeller Plaza közelében levő utcákban, az NBC Today című műsorának keretében. Emellett felléptek még a The Late Show with David Letterman című műsorban június 30-án és a The Tonight Show with Jay Leno-ban július 17-én.
2008 augusztusában a Coldplay bejelentette, hogy elkészít egy EP-t Prospekt's March címmel, ami a Viva la Vida felvételei során felhalmozódott, de a lemezről lemaradt dalokat tartalmazza. A Viva la Vida 2008. november 25-én újra megjelent deluxe kiadásban, Viva la Vida - Prospekt's March Edition címmel. Ez a kiadás az eredeti albumot és a Prospekt's March EP-t tartalmazza.

## Fogadtatás

### Eladások

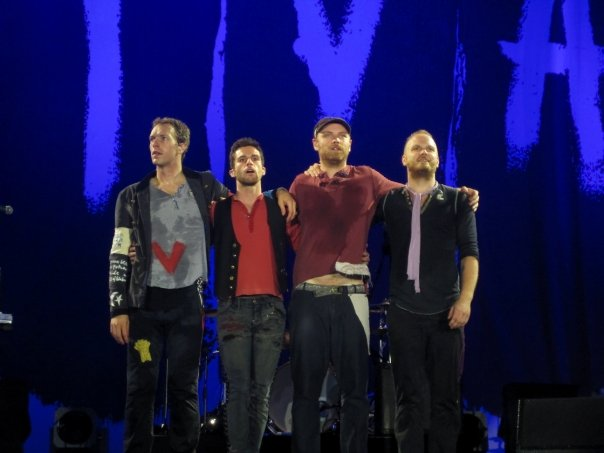
Coldplay a Viva La Vida Turnén

Az album világszerte sikeres lett. Megjelenésének első hetében első helyre került harminchat országban. Az Egyesült Királyságban a lemezből 125 000 példány kelt el a megjelenés első napján, és a harmadik napon már 302 074 példány, így az album első helyezett lett. A második héten további 198 000lemez kelt el, így a Viva la Vida platinalemez lett. A lemezből több, mint 500 000 darabot adtak el a megjelenést követő tíz napon belül, megverve az előző Coldplay-album, az X&Y első heti eladásait Nagy-Britanniában. Az album 41 041 eladott példánnyal debütált Ausztráliában. A Viva la Vida azóta négyszeres platinalemez lett.
Az Egyesült Államokban 316 000 példány kelt el az első napon, a héten belül viszont 720 000, megközelítve az X&Y 737 000-es első hetes eladását. A Viva la Vidát Amerikában kétszeres platinalemezzé nyilvánították kétmillió példányt meghaladó eladása miatt. A Viva la Vida lett minden idők legtöbbször legálisan letöltött albuma 702 000 letöltéssel. 2008 végére a Viva la Vidából összesen 2 144 000 példány fogyott el, ezzel a második legtöbbet eladott album lett az Egyesült Államokban. 2009. július 8-ára a lemezből 2 509 536 példány kelt el az USA-ban a SoundScan adatai szerint.
A Viva la Vida lett a legtöbb példányban eladott album 2008-ban, és 2009 szeptemberére 8,1 millió darab kelt el belőle világszerte.

### Kritikák
A Coldplay-t kritika érte a "Viva la Vida" című album címadó számával kapcsolatban, amikor Joe Satriani (52) amerikai gitáros egy 2004-es szerzeményét, az “If I Could Fly“-t vélte felfedezni a dalban. Nem sokkal később az együttes közleményben cáfolta, hogy bármiféle ötletet elcsent volna kollégájától, a hivatalos weboldalukon azt írták, hogy "ha bármilyen hasonlóság is van a két szám között, az ugyanolyan meglepő számunkra, mint [Satriani] számára". A zenész és az együttes végül meg tudtak egyezni, és kiderült, hogy nem plágium a Viva la Vida.

## Az album dalai
Az összes dal szerzője Chris Martin, Guy Berryman, Jonny Buckland és Will Champion, kivéve ahol más is jelölve van. 
| 1.    | Life in Technicolor (Berryman, Buckland, Champion, Martin, Hopkins)                                                  | 2:30           |
| 2.    | Cemeteries of London                                                                                                 | 3:21           |
| 3.    | Lost! | 3:55           |
| 4.    | 42 | 3:57           |
| 5.    | Lovers in Japan/Reign of Love - Lovers in Japan - Reign of Love                                                      | 6:51 3:57 2:41 |
| 6.    | Yes - Yes - Chinese Sleep Chant                                                                                      | 7:06 4:04 3:02 |
| 7.    | Viva la Vida | 4:01           |
| 8.    | Violet Hill | 3:42           |
| 9.    | Strawberry Swing | 4:09           |
| 10.   | Death and All His Friends - Death and All His Friends - The Escapist (Berryman, Buckland, Champion, Martin, Hopkins) | 6:18 3:30 2:48 |
| 45:49 | |                |

| 11. | Lost? (Japán és iTunes)                                    | 3:40 |
| 12. | Lovers in Japan (Acoustic Version - iTunes)                | 3:55 |
| 13. | Death Will Never Conquer (Prospekt's March (japán verzió)) | 1:16 |

## Toplistás helyezések
| Listák (2008)                                 | Legjobb helyezés |
| --------------------------------------------- | ---------------- |
| Argentína (CAPIF)                             | 1                |
| Ausztrália (ARIA Top 50 Albums)               | 1                |
| Ausztria (Ö3 Austria Top 40)                  | 1                |
| Belgium (Ultratop Flandria)                   | 1                |
| Belgium (Ultratop Vallónia)                   | 1                |
| Brazília (Pro-Música Brasil)                  | 3                |
| Kanada (Billboard Canadian Albums Chart)      | 1                |
| Csehország (IFPI)                             | 2                |
| Dánia (Hitlisten Album Top 40)                | 1                |
| Hollandia (Dutch Charts Album Top 100)        | 1                |
| Európa (Billboard)                            | 1                |
| Finnország (Musiikkituottajat Albumit Top 50) | 1                |
| Franciaország (SNEP Album Top 100)            | 1                |
| Németország (Offizielle Top 100)              | 1                |
| Görögország (IFPI)                            | 1                |
| Magyarország (MAHASZ Top 40 albumlista)       | 4                |
| Írország (IRMA Top 100 Artist Album)          | 1                |
| Olaszország (FIMI Album Top 20)               | 1                |
| Japán (Oricon)                                | 3                |
| Mexikó (Top 100 Mexico)                       | 2                |
| Új-Zéland (Recorded Music NZ Top 40 Albums)   | 1                |
| Norvégia (VG-lista Album Top 40)              | 1                |
| Lengyelország (ZPAV Album Top 50)             | 2                |
| Portugália (AFP Top 30 Albums)                | 1                |
| Spanyolország (PROMUSICAE Top 100 Álbumes)    | 1                |
| Svédország (Sverigetopplistan Top 60 Albums)  | 1                |
| Svájc (Schweizer Hitparade Top 100 Albums)    | 1                |
| Egyesült Királyság (UK Albums Chart)          | 1                |
| USA Billboard 200                             | 1                |

## Kiadások
| Ország                    | Megjelenés időpontja | Kiadó           | Formátum | Katalógusszám                 |
| ------------------------- | -------------------- | --------------- | -------- | ----------------------------- |
| Japán                     | 2008. június 11.     | EMI Music Japan | CD       | TOCP-66805 / 49880 068632 5 5 |
| Egyesült Királyság        | 2008. június 12.     | Parlophone      | CD       | 5 099921 211409               |
| Egyesült Királyság        | 2008. június 12.     | Parlophone      | LP       | -                             |
| Brazília                  | 2008. június 12.     | EMI             | CD       |                               |
| Európa                    | 2008. június 13.     | Capitol         | CD       |                               |
| Ausztrália és Új-Zéland   | 2008. június 14.     | EMI             | CD       | 2169640                       |
| Világszerte               | 2008. június 16.     | EMI             | CD       |                               |
| Kanada                    | 2008. június 17.     | Capitol         | CD       | 509992 26126 0 1              |
| Amerikai Egyesült Államok | 2008. június 17.     | Capitol         | CD       | 50999 2 16886 0 7             |
| Amerikai Egyesült Államok | 2008. június 17.     | Capitol         | LP       | 50999 2 16965 1 0             |